# Bin-Jip
A Bin-Jip (ejtsd: bindzsip) magyar elektronikus zenei együttes. 2010-ben alakult meg Budapesten. Nevüket egy 2004-es dél-koreai filmről kapták. Harcsa Veronika énekes, Gyémánt Bálint gitáros és Andrew J producer/DJ alkotják a zenekart. Lemezeik a saját kiadójuk, a Lab6 Records adja ki, míg Japánban a független Whereabout Records jelenteti meg a lemezeiket. 2011-ben az Enter albumukkal megnyerték a Fonogram-díjat. 2017-ben  újraalakult a zenekar új tagokkal, ugyanis az alapítók, Harcsa Veronika és Gyémánt Bálint kiszállt az együttesből, helyükre Pátkai Rozina, Kaltenecker Zsolt, Lantos Zoltán és Mózes Tamara zenészek kerültek. 2018-ban újra átalakult a zenekar ahol Eszes Viki (ének) és Lantos Zoltánon (hegedű) kívül további session zenészek is csatlakoztak az előadókhoz. 

## Diszkográfia
- Enter (stúdióalbum, 2010)
- Step (Remixes) (remix album, 2011)
- Heavy (stúdióalbum, 2014)
- At the Planetarium (közreműködik: Glowing Bulbs) (videóalbum, 2014)